# Claude Berri
Claude Berri, eg. Claude Berel Langmann, född 1 juli 1934 i Paris, död 12 januari 2009 i Paris, var en fransk filmregissör, manusförfattare, filmproducent och skådespelare. 

## Filmografi
- 1967 – Pepé och pojken
- 1976 – Calmos (endast produktion)
- 1986 – Jean de Florette
- 1993 – Germinal
- 1990 – Uranus
- 1999 – Asterix och Obelix möter Caesar
- 2002 – Asterix & Obelix: Uppdrag Kleopatra
- 2007 – Tillsammans är man mindre ensam
- 2008 – Bienvenue chez les Ch'tis (endast produktion)